# Clathraria roemeri
Clathraria roemeri är en korallart som beskrevs av Kükenthal 1908. Clathraria roemeri ingår i släktet Clathraria och familjen Melithaeidae. Inga underarter finns listade i Catalogue of Life.